# Osam (rijeka)
Osam je rijeka u sjevernoj Bugarskoj. Njezin je drenažni bazen između onog rijeke Vit na zapadu i sustava Jantra na istoku. Rijeka ima dva glavna pritoka u svom gornjem toku: Crni Osam izvire iz podnožja Levskog vrha na Balkanskim planinama, na nadmorskoj visini od 1 821 m, dok Bijeli Osam izvire na sjevernim padinama vrha Kozja Stena. U blizini grada Trojana spajaju se u crno-bijeli Osam. Teče sjeverno prema Loveču, zatim na sjeveroistok do Letnice i Levskog, gdje skreće na sjeverozapad do ulijeva u rijeku Dunav 5 km zapadno od grada Nikopola. 
Drevni naziv rijeke bio je Asamus.